# 음력 2월 14일
음력 2월 14일은 음력 2월의 14번째 날이다.

## 탄생
- 1981년 - 대한민국의 배우 김래원.
- 1983년 - 대한민국의 변호사 출신의 방송인 서동주.
- 1984년 - 대한민국의 배우 김민서.
- 1991년
  - 대한민국의 가수 아이린 (레드벨벳).
  - 대한민국의 배우 원진아.
- 1992년 - 대한민국의 가수 대원 (매드타운, 유앤비).
- 1995년 - 대한민국의 배우 박지빈.
- 1999년 - 대한민국의 배우 채상우.

## 같이 보기
- 음력 360일: 1월 2월 3월 4월 5월 6월 7월 8월 9월 10월 11월 12월
- 전날:2월 13일 다음날:2월 15일 - 전달:1월 14일 다음달:3월 14일
- 양력:2월 14일
- 음력, 윤달